# پرچم دوون (شهرستان)
پرچم دوون در پذیرفته شد.